# Серро-Ель-Пломо
Серро-Ель-Пломо (ісп. Cerro El Plomo) — гора в Андах, розташована на схід від міста Сантьяго. Сезон сходження на гору — з січня по березень, навесні на горі залишається велика кількість снігу, що утруднює сходження. До прибуття іспанців, гора була церемніальною ділянкою інків.

## Галерея

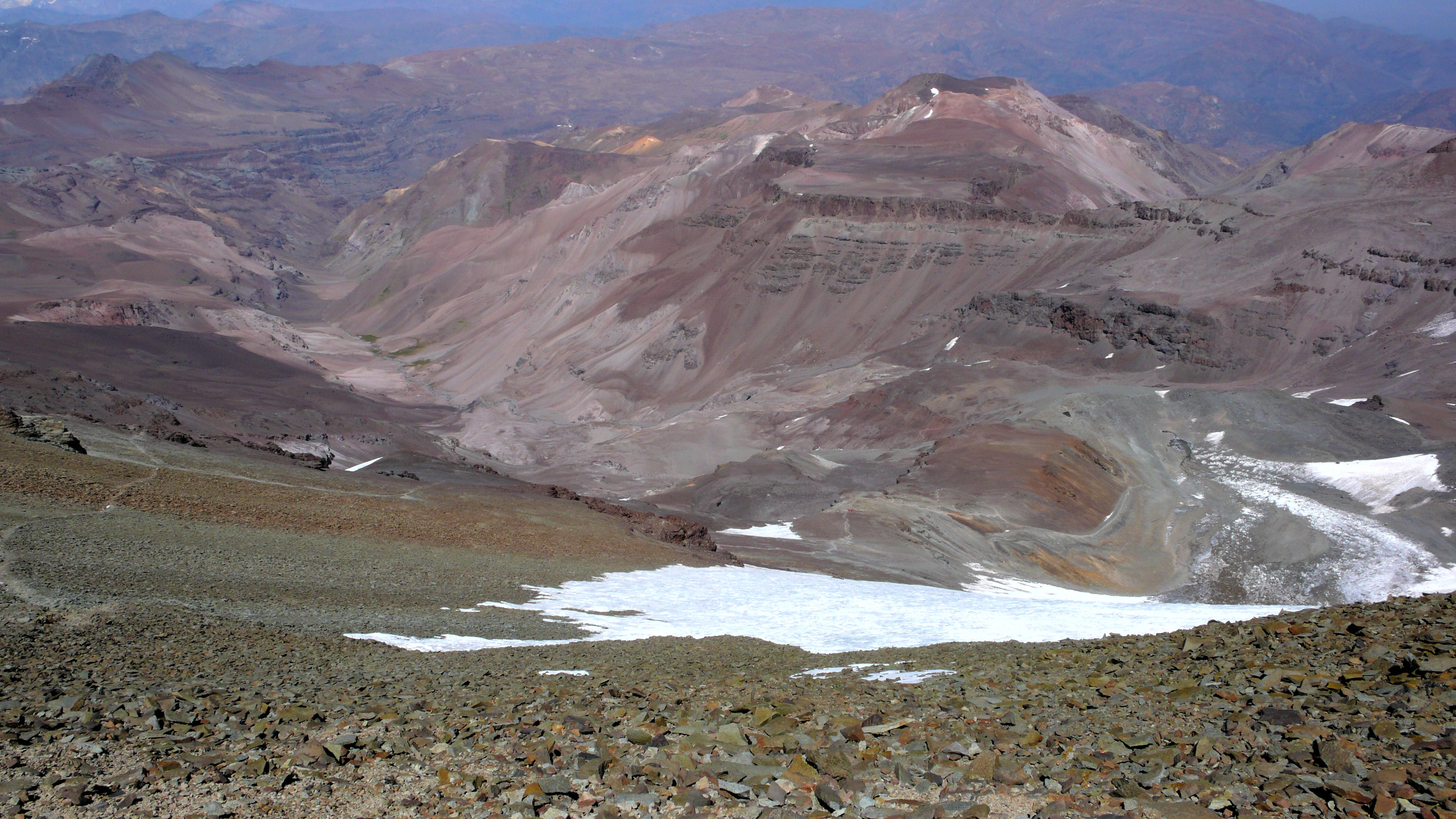
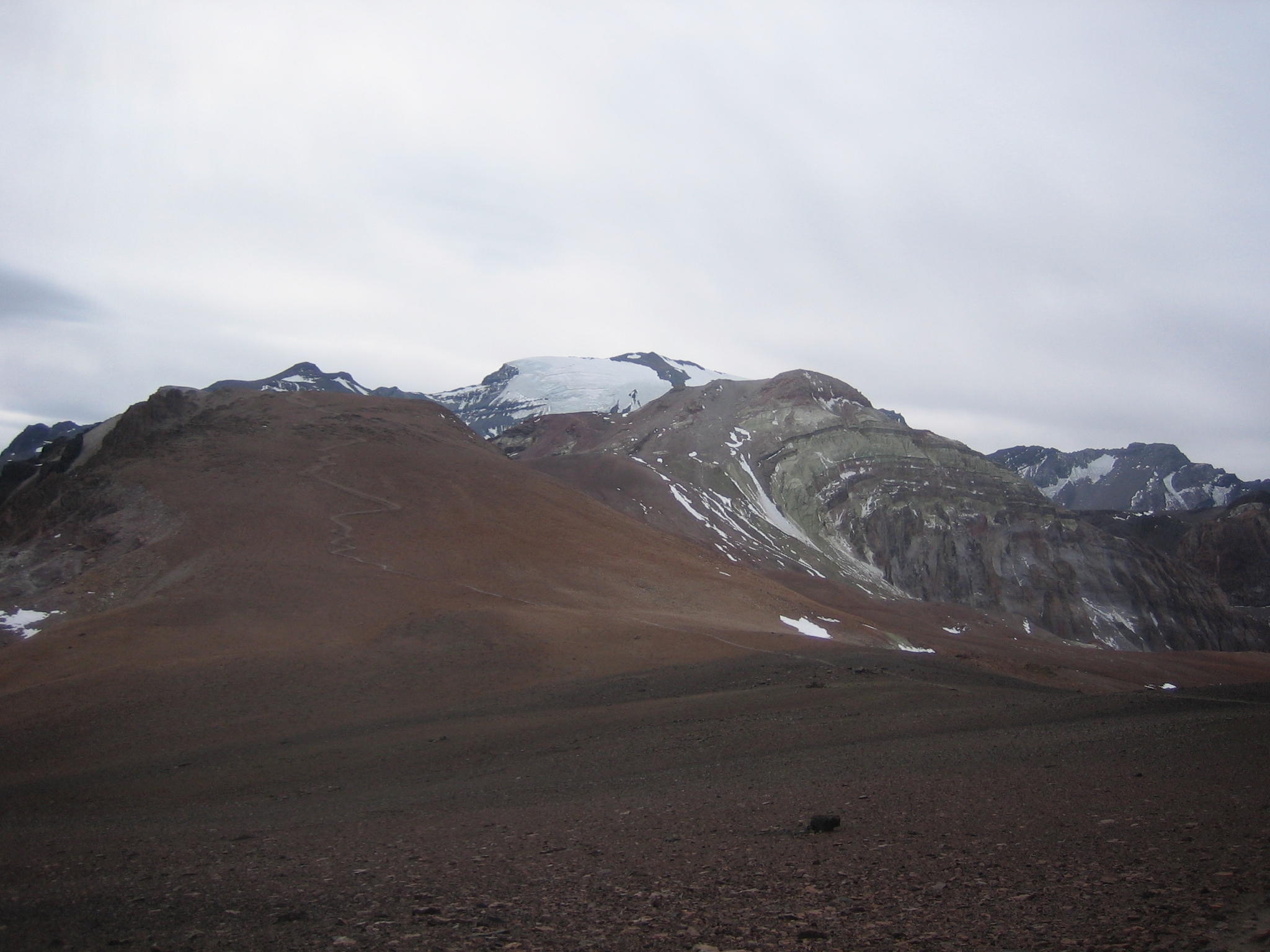
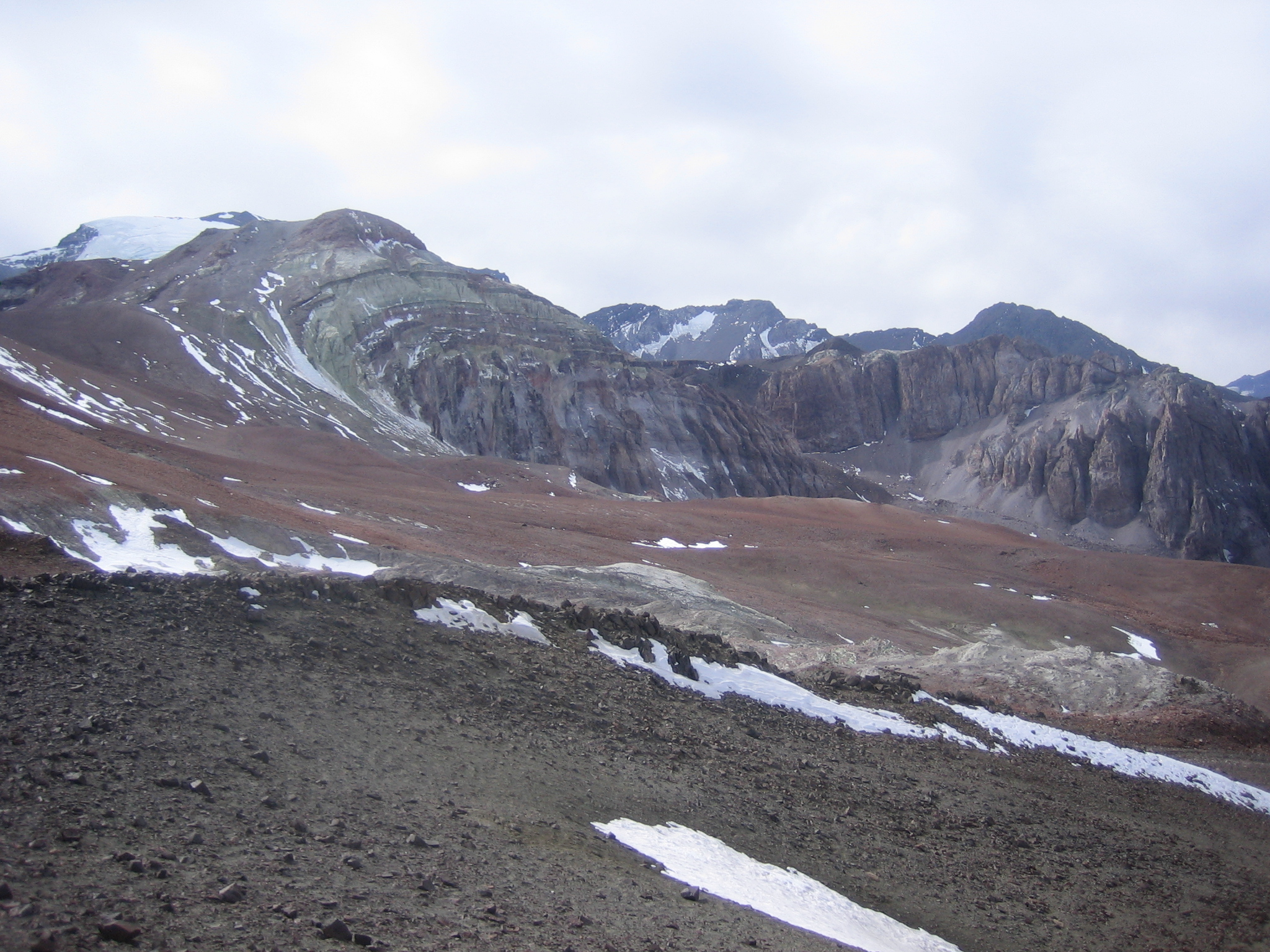
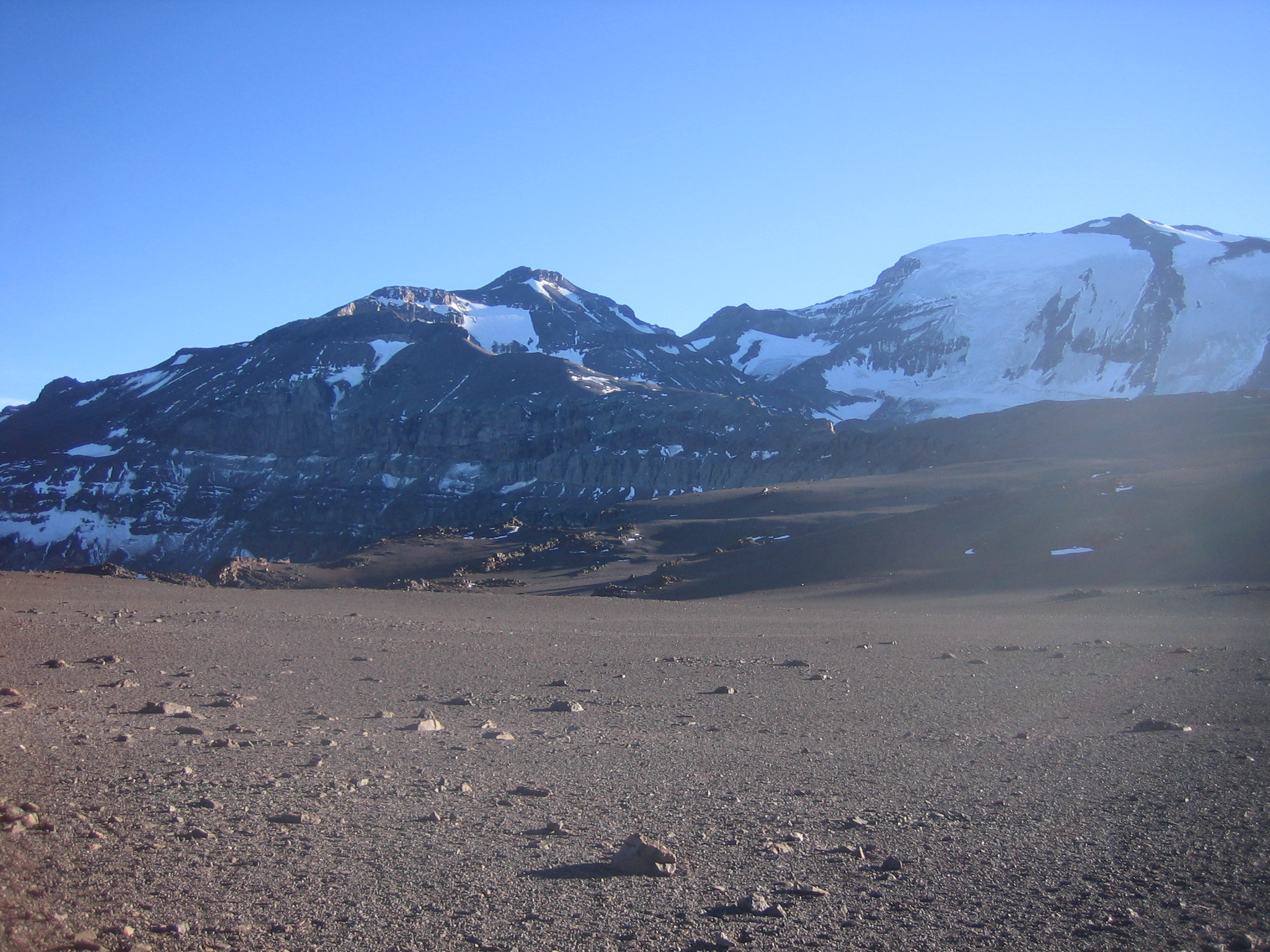

| Чилі | Це незавершена стаття з географії Чилі. Ви можете допомогти проєкту, виправивши або дописавши її. |